# Großblütige Gämswurz
Die Großblütige Gämswurz (Doronicum grandiflorum),  auch Großkorb-Gamswurz oder Großköpfige Gämswurz genannt, ist eine Pflanzenart aus der Gattung der Gämswurzen (Doronicum) innerhalb der Familie der Korbblütler (Asteraceae).

## Beschreibung

### Vegetative Merkmale
Die Großblütige Gämswurz wächst als ausdauernde krautige Pflanze und erreicht Wuchshöhen von 10  bis 40 Zentimetern. Der aufrechte Stängel endet meist in nur einem Blütenkorb. Sie ist drüsig behaart.
Die Grundblätter sind breit-eiförmig und grob buchtig gezähnt mit einem langen, schmal geflügelten Stiel. Die wechselständig angeordneten Stängelblätter sind, eiförmig bis lanzettlich, den Stängel zur Hälfte umfassend. Die Laubblätter besitzen am Rand neben kurzen Drüsen- und Gliederhaaren oft noch längere, mehrzellige Zottenhaare. Die unteren Stängelblätter sind kürzer gestielt als die Grundblätter, die mittleren und oberen sind mit herzförmigem Grund stängelumfassend; alle sind buchtig gezähnt.

### Generative Merkmale

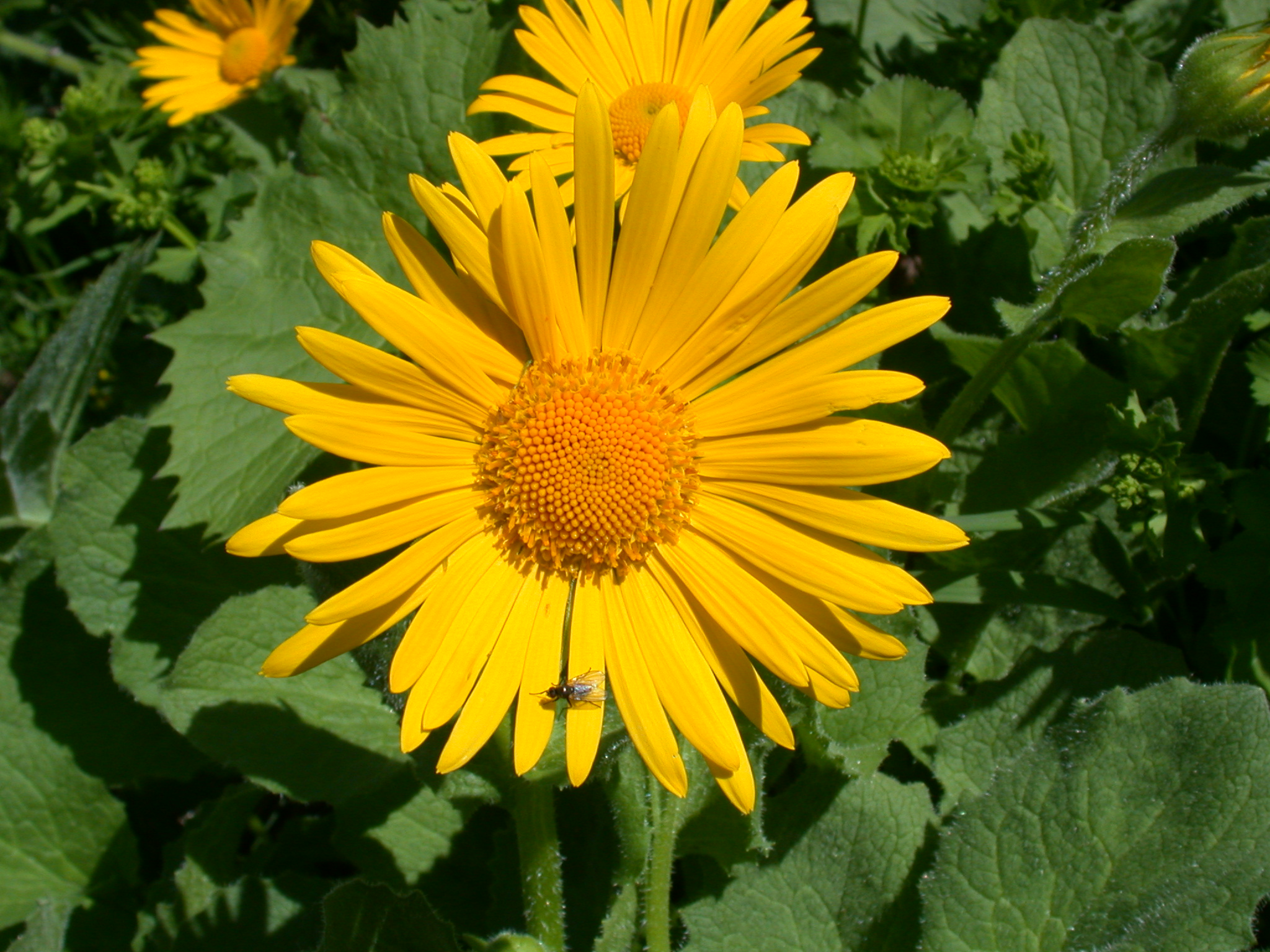
Blütenkorb im Detail

Die Blütezeit reicht von Juli bis August. Die Blütenkörbe sind einzeln, lang gestielt und 4 bis 6 Zentimeter breit.
Die Hüllblätter sind lanzettlich, lang zugespitzt, dicht drüsenhaarig (daneben auch reichlich drüsenlose Haare). Die äußeren Hüllblätter sind breiter als die inneren.
Die Blütenkörbe enthalten gelbe Zungen- und Röhrenblüten. Die Zungenblüten sind 2 Zentimeter lang und etwa 4 Millimeter breit.
Die Achänen sind zehnrippig, behaart und alle mit einem die Frucht an Länge etwas überragenden Pappus.
Die Chromosomenzahl beträgt 2n = 60.

## Ökologie
Die Großblütige Gämswurz wird durch Falter und durch Fliegen bestäubt.

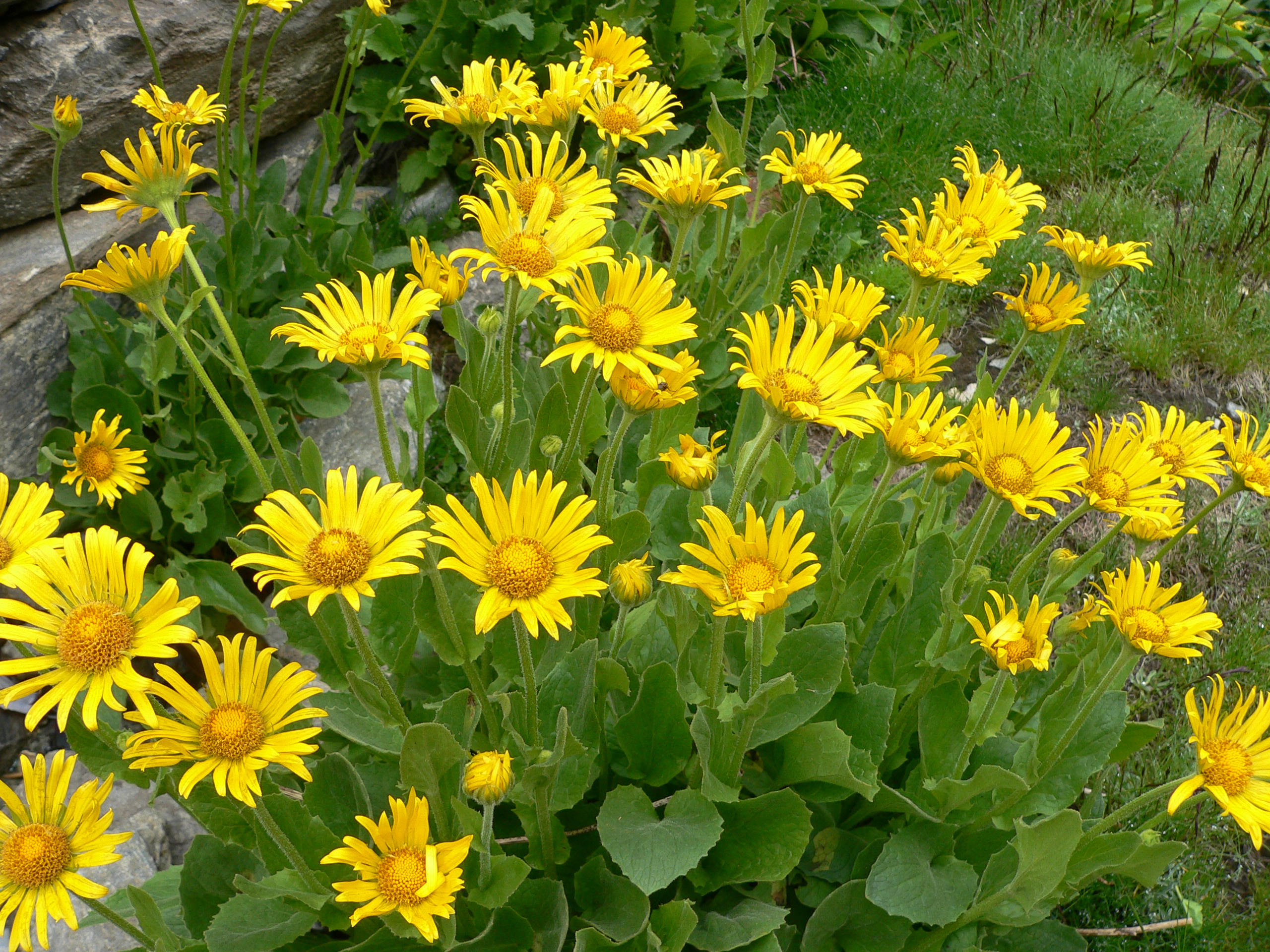
Bestand, gut zu erkennen ist der Habitus, die Laubblätter und die Blütenkörbe

## Vorkommen
Sie kommt in den Alpen, Pyrenäen und im nördlichen Balkangebirge vor. Es gibt Fundortangaben für Spanien, Andorra, Frankreich, Korsika, Italien, die Schweiz, Liechtenstein, Österreich, Deutschland, Slowenien und Montenegro.
In Österreich ist sie häufig in den nördlichen (ostwärts bis ins westliche Niederösterreich) und den südlichen Kalkalpen, in den Zentralalpen selten. Sie fehlt in Wien und im Burgenland.
Als Standort bevorzugt die kalkstete Pflanze feuchten, lange vom Schnee bedeckten Kalkschutt, Geröll und Karflure in Höhenlagen zwischen 1400 und 2400 Metern. Am Piz Uertsch in Graubünden steigt sie bis 3120 Meter auf. Sie ist eine Charakterart der Ordnung Thlaspietalia rotundifolii. In den Allgäuer Alpen steigt sie von 1880 Metern bis zu einer Höhenlage von 2500 Metern auf.
Die ökologischen Zeigerwerte nach Landolt et al. 2010 sind in der Schweiz: Feuchtezahl F = 3+ (feucht), Lichtzahl L = 5 (sehr hell), Reaktionszahl R = 4 (neutral bis basisch), Temperaturzahl T = 1+ (unter-alpin, supra-subalpin und ober-subalpin), Nährstoffzahl N = 3 (mäßig nährstoffarm bis mäßig nährstoffreich), Kontinentalitätszahl K = 2 (subozeanisch).

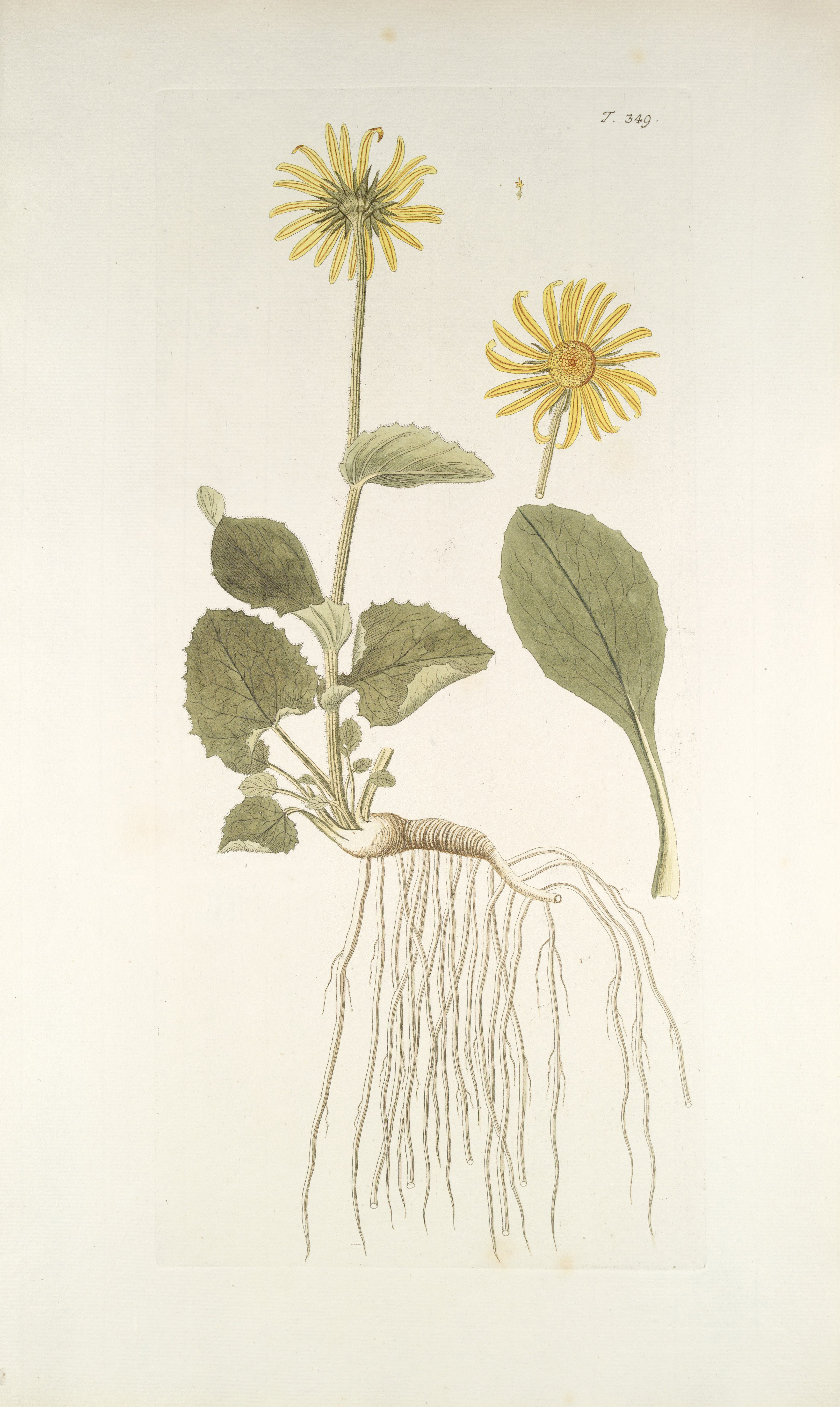
Illustration mit unter- und oberirdischen Pflanzenteilen

## Systematik
Die Erstbeschreibung erfolgte durch Jean-Baptiste de Lamarck.
Je nach Autor gibt es etwa zwei Unterarten:
- Doronicum grandiflorum subsp. braunblanquetii Rivas Mart., T.E.Díaz, Fern.Prieto, Loidi & Penas: Sie kommt in Spanien vor.[3]
- Doronicum grandiflorum Lam. subsp. grandiflorum

## Besonderheiten
Die Großblütige Gämswurz gehört zu den Schuttstreckern, die sich durch das lose Material durcharbeiten, ohne ihm jedoch erheblichen Widerstand zu leisten. Sie wächst auf Kalk und bildet zusammen mit der Zottigen Gämswurz (Doronicum clusii) auf Silikatgesteinen ein vikariierendes Artenpaar. Kraut, Wurzelstock und die Blüten enthalten einen Süßstoff, weshalb die Großblütige Gämswurz gern von Gämsen, Hirschen und Ziegen gefressen wird (Volksnamen: Hirschwurzen, Zigerchrut). Die Sennen verwenden das Kraut zum Würzen des Kräuterkäses. Da die Pflanze von Gämsen so gerne gefressen wird und diese schwindelfrei sind, erhofften sich zumindest Gämsjäger, Wilderer und Dachdecker vom Verzehr der Wurzel Schwindelfreiheit. Sie sollte darüber hinaus sogar noch kugelsicher machen, wenn sie an einem Freitag bei Neumond und vor Sonnenaufgang gegraben würde. Als Mittel gegen Schlaflosigkeit müsse sie hingegen bei zunehmendem, gegen Schlafsucht bei abnehmendem Mond gegraben werden.

## Trivialnamen
Im deutschsprachigen Raum werden oder wurden für diese Pflanzenart, zum Teil nur regional, auch die Trivialnamen Gamsblümli (Glarus), Gamswurz (Tirol), Grasägel (Luzern, Bern) und Grasägli (Luzern, Bern) verwendet.